# 比利時聯合銀行
比利時聯合銀行（英語：KBC Bank NV，簡稱比聯，LuxSE: KBC）是一間以比利時為總部的銀行，建立於1889年，目於全球各地設有分行。
2010年7月7日，大和證券集團旗下投資銀行，斥資10億美元收購比聯集團包括亞洲股票衍生工具在內的衍生工具及環球可換股。

## 历史
成立于1889年的天主教鲁汶人民银行，是KBC银行最早的前身之一。另一个前身是Bremer Vorschussverein，成立于1889年，后来改为Bankverein Bremen AG。1935年，Algemeene Bankvereeniging和Volksbank van Leuven银行与Bank voor Handel en Nijverheid银行合并，成立了Kredietbank。Kredietbank将是弗拉芒人控制下的唯一一家比利时金融机构，它将在20世纪30年代大萧条的金融危机中幸存下来。1938年担任行长的费尔南-科林（Fernand Collin）构思了导致该银行发展的商业战略。他将Kredietbank定义为一家具有明显的佛兰德特征的独立银行，它将成为促进佛兰德经济增长的工具。
在第二次世界大战期间，该银行将能够扩大其活动，并增加来自佛兰德中产阶级的存款。战后，由于经济复苏，现在是比利时第三大银行的Kredietbank能够增加在佛兰德斯的营业网点数量。该银行战后的增长战略强调了对外扩张和为投资者发展投资组合管理服务。该银行于1949年通过Kredietbank S.A. Luxembourgeoise扩展到卢森堡，并于1961年通过建立Crédit Général de Belgique扩展到瓦隆地区。
Kredietbank还扩展到了比属刚果。它于1952年在Léopoldville建立了一个分行。然后在1954年，它收购了刚果工商业和农业银行，并将其更名为刚果克雷代特银行，最终它有四个分行，在莱奥波德维尔、布卡武、伊丽莎白维尔和斯坦利维尔各一个。由于1960年比属刚果独立后出现的情况，该银行在1966年停止了在刚果的业务。
在60年代，在日益激烈的竞争推动下，该银行致力于扩大其分行网络和改善消费者服务。1966年，该行开始建立一个外国通讯员网络，并在一些国家建立了外国分行。1970年，Kredietbank与其他六个欧洲机构一起建立了Inter-Alpha银行集团。自1982年起，Kredietbank N.V. Bruxelles从Bankverein Bremen AG收购了主要部分的股份。不来梅分行于1990年更名为Kredietbank-Bankverein AG。
1998年，Kredietbank与源自Boerenbond（Vlaanderen）[nl]（E：比利时天主教农民协会）的两家金融机构ABB-insurance（Assurances du Boerenbond Belge）和CERA（Centrale Raiffeisenkas）银行合并，组成 "KBC银行和保险控股公司"。从那时起，该集团大大扩展了其活动，主要是在中欧和东欧。2005年，KBC创造了另一个里程碑，与母公司Almanij合并，并更名为KBC Groep NV 。
在过去20年里，KBC在2004年5月1日加入欧盟的许多国家建立了强大的业务。最近（2007年），KBC在保加利亚（DZI保险、DZI投资和EIBANK）、罗马尼亚（KBC证券罗马尼亚、Romstal租赁和INK保险经纪）、俄罗斯（绝对银行）、塞尔维亚（KBC银行和Senzal，成为KBC证券AD Beograd，Hipobroker，成为KBC经纪，Bastion，成为KBC证券公司财务）和斯洛伐克（Istrobanka）进行了收购。2017年，KBC在保加利亚收购了UBB和Interlease。
在金融危机期间得到政府支持后，该银行开始实施撤资计划，以满足欧盟委员会的要求。因此，它出售了几个子公司，包括Centea、Fidea、Kredyt银行、ADB、KBC德国、Absolut银行和KBL epb（Krediet Bank Luxembourgeoise），其欧洲私人银行子公司网络。撤资计划于2014年完成，国家援助在2015年之前全部偿还，比约定的时间提前了五年。
该集团现在专注于其六个核心国家。比利时、捷克共和国、斯洛伐克、匈牙利、保加利亚和爱尔兰。
2016年12月，KBC宣布它将收购保加利亚联合银行，使KBC成为该国最大的银行-保险集团。2017年2月，爱尔兰被定义为KBC集团的一个新的核心市场。
2021年4月，KBC与爱尔兰银行就出售其履约贷款簿进行谈判，并宣布打算从爱尔兰撤出。

## 外部連結
- 比利時聯合銀行 （页面存档备份，存于）